# Aigua de litines

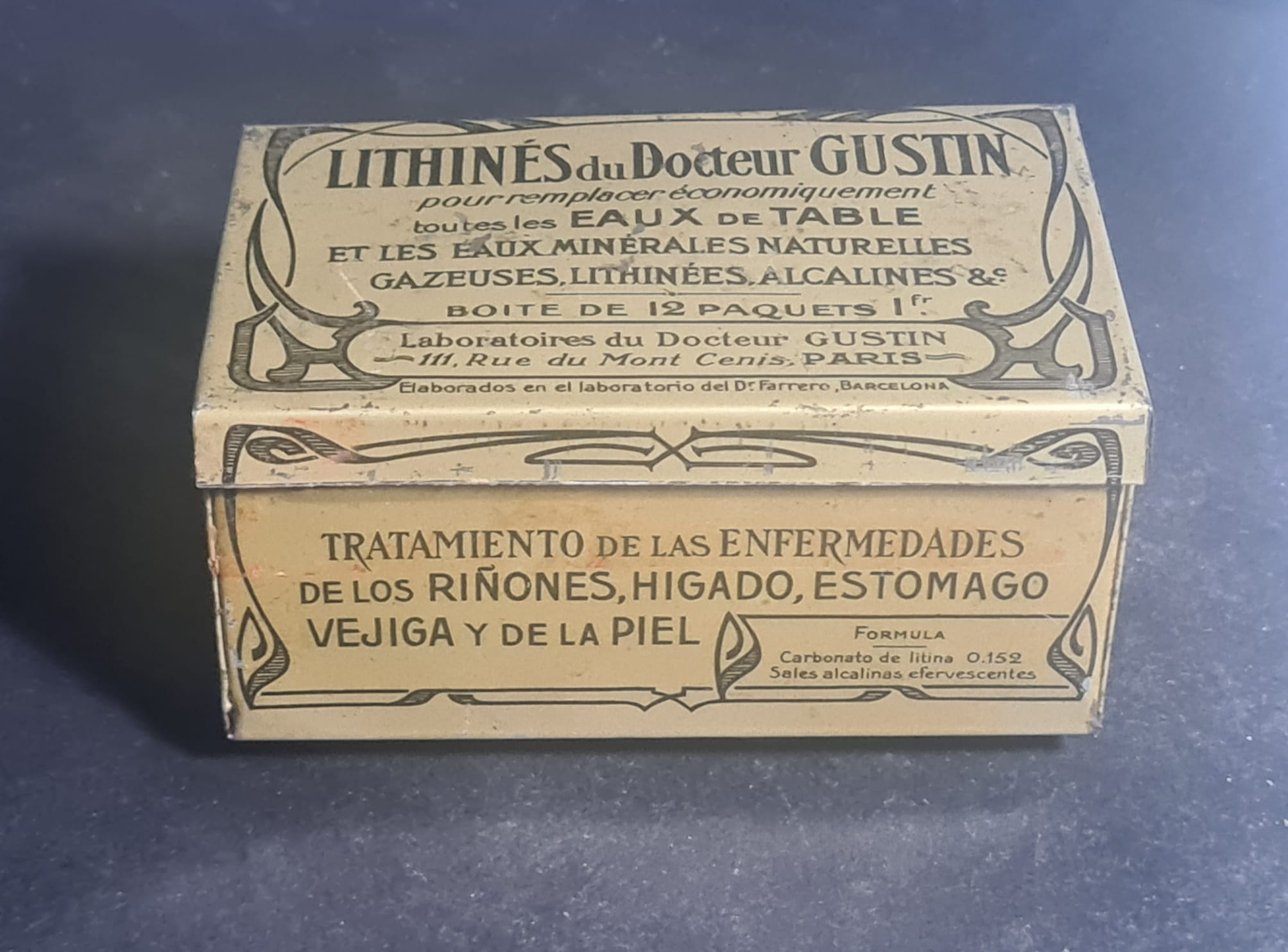
Caixa de Lithinés du Dr.Gustin1907

L'aigua de Litines o simplement litines, és un neologisme per a l'aigua carbonatada artificial generat per la marca Lithinés du Dr.Gustin, de composició similar a l'Aigua de Lithia, encara que les pólvores que es venen avui dia no contenen liti, des de la prohibició de la FDA. Actualment, és una aigua carbonatada que resulta de dissoldre en aigua el contingut d'uns sobres que contenen una barreja de bicarbonat sòdic i àcid tartàric. En dissoldre aquestes pólvores en aigua, es produeix una reacció química que allibera diòxid de carboni, creant així una beguda efervescent similar a l'aigua carbonatada.
Aquesta beguda no només és refrescant, sinó que també és beneficiosa per a la digestió, ja que el bicarbonat ajuda a neutralitzar l'acidesa estomacal, com en el cas de les tabletes efervescents d'Alka-Seltzer, encara que aquestes contenen també altres components, com l'àcid acetil salicílic. En general, l'aigua de litines avui dia és desconeguda per a la gent jove, tot i que les pólvores, sense liti, encara es comercialitzen, tant amb els components separats, com pre-mesclats en un sobre únic, com en la dècada de 1950.

## Farmacologia del liti
Les aigües litiades solien contenir diverses sals de liti, incloent el citrat de liti. Una primera versió de Coca-Cola disponible a les fonts de refresc de les farmàcies anomenada Lithia Coke era una barreja de xarop de Coca-Cola i aigua de litia. El refresc 7Up es va anomenar originalment "Bib-Label Lithiated Lemon-Lime Soda" quan es va formular el 1929 perquè contenia citrat de liti. La beguda era un medicament patentat comercialitzat com a cura per a la ressaca. El citrat de liti es va eliminar del 7Up l'any 1948 després que la Food and Drug Administration en prohibís l'ús en refrescs.
De fet els sobres de litines actuals no contenen liti, però els primitius amb carbonat de liti, com resa a la tapa de la caixa, que es consumien a aquest costat de l'Atlàntic, de forma semblant a l'aigua de Lithia consumida als EE. UU. , van formar part molt de temps de teràpies que aplicaven la farmacologia del liti. Aquestes teràpies eren en part autèntiques ja que el liti s'utilitza, encara avui dia sota control mèdic, com a estabilitzador de l'estat d'ànim en el tractament psiquiàtric dels estats maníacs i el trastorn bipolar.

## Bombolleig

Bombolleig

La preparació de l'aigua de litines és senzilla i ràpida, només cal dissoldre el contingut d'un sobre en un litre d'aigua, tapar l'ampolla immediatament i deixar que la barreja reaccioni durant uns minuts. El resultat és una beguda amb bombolles i lleugerament àcida, perfecta per acompanyar els menjars o gaudir en qualsevol moment del dia.
Fins als anys 60, era habitual i necessari remoure les pólvores d'un refresc en un got d'aigua fins que quedaven completament dissoltes. Amb la introducció de les pólvores efervescents això es va fer innecessari.
El bombolleig es produeix perquè a partir d'una sal d'àcid carbònic en reaccionar amb un àcid en presència d'aigua es desprèn diòxid de carboni (CO2). Això accelera molt el procés de dissolució de les pólvores. La reacció química és bàsicament la mateixa que amb el sidral o amb el llevat químic. Es poden utilitzar carbonats de sodi (carbonat de sodi o bicarbonat de sodi) o bé carbonats de potassi com a components subministradors de diòxid de carboni, el component alliberador és un àcid sòlid com l'àcid cítric, l'àcid tartàric o l'àcid màlic.
Si unes pólvores contenen carbonat hidrogenat de sodi (NaHCO3) i àcid cítric (C6H8O7), en submergir-les en aigua, tenint en compte que al mig es genera àcid carbònic, es produeix la reacció:
{\displaystyle \mathrm {3\ NaHCO_{3(aq)}+C_{6}H_{8}O_{7(aq)}\to \ Na_{3}C_{6}H_{5}O_{7(aq)}+3\ H_{2}O_{(l)}+3\ CO_{2(g)}} }

## Història
Entre la dècada del 1880 i la Primera Guerra Mundial, el consum d'aigua litiada embotellada va ser molt popular. La referència al liti prové del terme francès "lithiné", a causa de la presència de liti en certes aigües minerals les propietats medicinals de les quals van estar en boga a finals del segle XIX i principis del XX. Alguns compostos de liti s'utilitzaven des del 1840 per tractar la gota i el reumatisme, a banda de les seves qualitats digestives. En aquella època, era possible consumir pastilles de liti, beure aigua mineral amb liti, etc.. De fet, Carl Lange va demostrar les propietats beneficioses del citrat de liti aplicat a la curació de diferents psicopatologies i encara s'utilitza, sota control mèdic, per tractar la mania, la hipomania, la depressió i el trastorn bipolar. i es fa servir com un estabilitzador de l'estat d'ànim. El citrat de liti es va eliminar de les begudes gasoses el 1948 després que la Food and Drug Administration en prohibís l'ús en refrescos.

### Popularitat
La farmacologia de llit, va guanyar popularitat a partir de 1817, a la petita comuna suïssa d'Henniez, quan en descobrir, els laboratoris d'una famosa marca d'aigua mineral, la presència de liti a l'aigua que embotellaven, van decidir batejar-la com: Eau de Henniez lithinée, fent-la el seu producte estrella i llançant una campanya per a la seva comercialització. A causa de la seva fama, fa uns quants anys, el grup suís Nestlé va decidir adquirir aquesta antiga companyia d'aigua mineral. A l'altre costat de l'Atlàntic, una de les primeres aigües de Lithia venudes comercialment als Estats Units va ser embotellada a Lithia Springs, Geòrgia, el 1888.
A principis del segle xx, la marca Lithinés du Dr.Gustin, va comercialitzar unes pólvores per fer aigua de litines amb una composició similar a l'Aigua de Lithia, i juntament amb altres marques, sorgides més tard, com: Dalmau, Teixidor, Planas, etc.. es van convertir en una beguda molt popular a les llars de la Península ibèrica, amb les farmàcies plenes de suplements minerals d'alt contingut en liti. Als anys cinquanta, tot i que va deixar de contenir liti a partir de la prohibició de la FDA , la facilitat de preparació, el sabor refrescant, les propietats digestives i el baix cost, van fer l'aigua de litines accessible a moltes famílies, convertint-la en una alternativa saludable als refrescos ensucrats.

## Llegat
Tot i que avui dia l'aigua de litines ha estat reemplaçada en gran manera per altres begudes carbonatades comercials, el seu llegat perdura en la memòria dels qui van viure aquesta època. Els sobres de litines encara es poden trobar en algunes farmàcies i botigues especialitzades, permetent a les noves generacions descobrir aquest clàssic refresc casolà.